# Neuralterapia
La neuralterapia è una tecnica di medicina complementare usata nel trattamento del dolore, cronico e acuto, e di diverse patologie. Essa consiste nell'iniezione di anestetici locali (quali procaina, lidocaina o altri più recenti) dentro o sotto la pelle, in muscoli, nervi o plessi nervosi, articolazioni, in altri organi o in altri punti nevralgici (come cicatrici), allo scopo di eliminare centri di irritazione o di riattivare circuiti di regolazione disturbati.
Non esiste alcuna prova scientifica che tale terapia sia efficace, e può comportare rischi per la salute, in particolare quando si effettuano le infiltrazioni più invasive.

## Descrizione

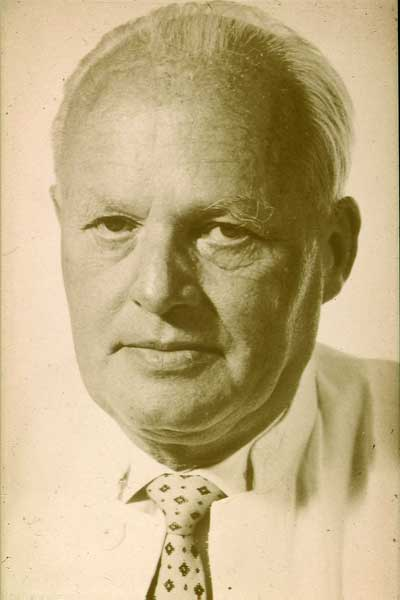
Ferdinand Huneke

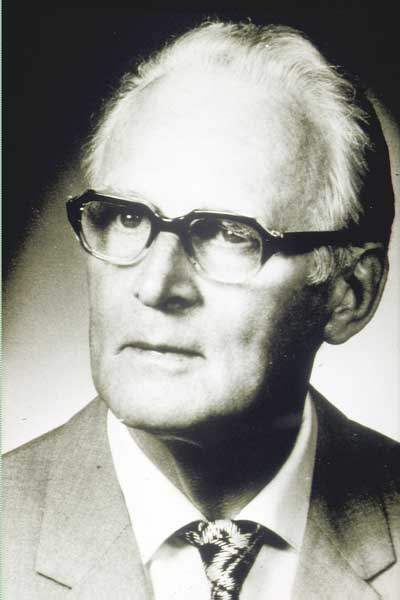
Walter Huneke

L'idea sottesa alla neuralterapia è che esistano dei campi perturbanti (Störfelder), la cui localizzazione interesserebbe qualsiasi parte del corpo, e che tali campi emettano degli impulsi nervosi anomali in grado di causare disturbi cronici:  possono essere eliminati da una o più iniezioni di anestetico locale consentendo così, secondo i propugnatori della teoria, la sparizione del o dei disturbi accusati.
La neuralterapia nasce nel 1925 quando il medico tedesco Ferdinand Huneke utilizzò un nuovo farmaco antidolorifico, l'Atophanyl, contenente anche un farmaco anestetico denominato procaina allo scopo di alleviare il dolore dell'iniezione intramuscolare, sulla propria sorella che lamentava frequenti incurabili emicranie. Tuttavia, anziché usare il farmaco per via intramuscolare, così come raccomandato, erroneamente la utilizzò mediante endovenosa provocando l'immediata sparizione della crisi emicranica. Lui e suo fratello Walter decisero così di usare la Novocaina o l'Impletol (preparati commerciali a base di procaina) per via endovenosa o iniettandoli sottocute mediante ponfi, o in altre strutture somatiche quali nervi, articolazioni ecc. per il trattamento di varie patologie acute o persistenti. Nel 1940 Ferdinand Huneke ottenne la guarigione immediata (cosiddetto "fenomeno del secondo" o "fenomeno di Huneke") di una grave periartrite della spalla, infiltrando con la procaina la cicatrice di un'antica osteomielite alla gamba; nacque così la teoria del campo perturbante (cicatrici ma anche altri organi malati, quali i denti o le tonsille in ordine di frequenza), in grado di provocare disturbi cronici a distanza.
Secondo i sostenitori della terapia, l'indicazione terapeutica non riguarda solo i dolori ma anche diverse patologie organiche o, più spesso, funzionali che apparentemente non hanno niente a che fare con il campo di disturbo individuato. L'effetto curativo si afferma che talvolta sia immediato ("fenomeno del secondo" o "di Huneke") quando con l'infiltrazione neuralterapeutica del cosiddetto "campo perturbante" si riesce a neutralizzare la zona dalla quale partono gli impulsi nervosi patologici, o più graduale con la cosiddetta "terapia segmentale", cioè mediante stimoli riflessi nel "segmento" adiacente alla zona da trattare.

## Diffusione, efficacia e sicurezza
La neuralterapia è per lo più praticata nei paesi di lingua tedesca e nei paesi di lingua spagnola. Un'inchiesta del 2007 tra i medici di famiglia in Germania ha rilevato che la neuralterapia era tra le tecniche di medicina alternativa quella più utilizzata: il 64% dei medici intervistati ha dichiarato di farne un uso molto frequente, mentre l'86% la usa saltuariamente. 
I medici che praticano la neuralterapia sono organizzati in numerose Associazioni nazionali, riunite nella IFMANT (International Federation of Medical Association of Neural Therapy). 
L'Associazione italiana è Neuralia (Associazione Italiana di Terapia Neurale), con Presidente Giorgio Romani. 
Il sito Quackwatch, curato da Stephen Barrett, inserisce la neuralterapia nel suo Index of Questionable Treatments ("Indice dei trattamenti discutibili"), come tutte le cosiddette CAM (Complementary and Alternative Medicine), quali l'agopuntura e l'omeopatia. Quackwatch definisce la neuralterapia «un bizzarro approccio che afferma di curare dolori e altre patologie iniettando anestetici in nervi, cicatrici, ghiandole, ecc.».
L'American Cancer Society rileva come gli studi scientifici disponibili non mostrano alcuna prova di efficacia della neuralterapia nella cura del cancro o di altre malattie.
Sono segnalati, per la neuralterapia, effetti collaterali anche gravi, in particolare usando le tecniche più invasive.